# Вулиця Олександра Станкова
Вулиця Олександра Станкова — вулиця Одеси, в історичній частині міста, що пролягає від Великої Арнаутської вулиці до Італійського бульвару. Коротка вулиця, що складається із трьох кварталів, перетинаючись вулицями Малою Арнаутською і Пантелеймонівською. Останній квартал йде вздовж Привокзальної площі й примикає до Куликового поля.

## Історія

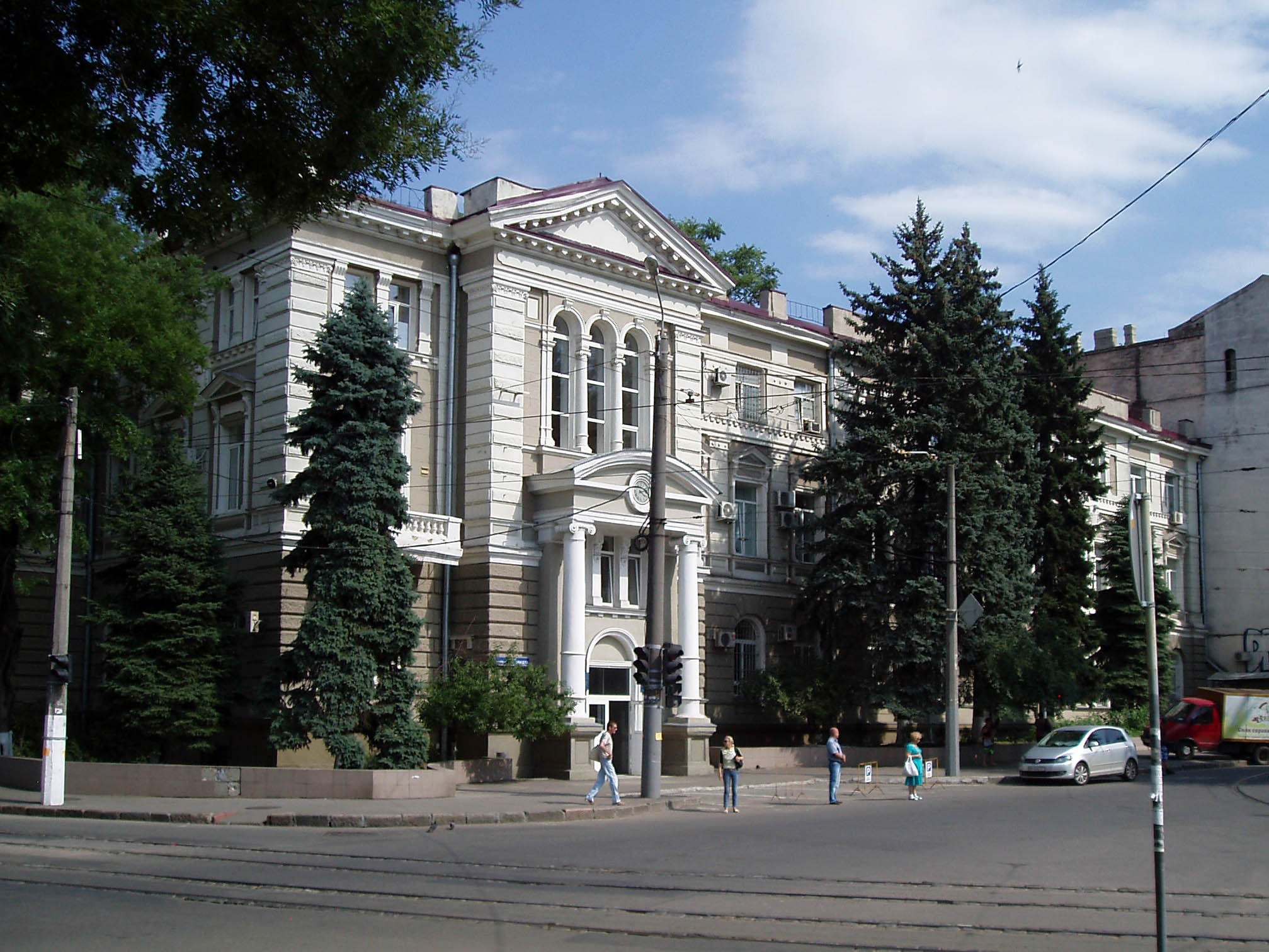
Будівля Земської управи на вулиці

Вулиця виникла під назвою Тюремний провулок, оскільки вів до Тюремної площі (тепер — Привокзальна площа), де до 1894 знаходився Тюремний замок (архітектор Ф. К. Боффо, 1819—1825). Ця будівля була відома тим, що тут 22 березня 1882 року о 5 годині ранку були повішені народовольці Халтуріна і Желваков. У 1894 році в'язницю перевели в нову будівлю на Люстдорфську дорогу, а вивільнену територію почали забудовувати і в 1899 році закінчили спроєктоване архітектором М. К. Толвінським триповерхову будівлю Земської управи. Відповідно, у 1902 році провулок змінив назву на вулицю Земську.
Із приходом Радянської влади вулиця змінила свою назву на Червоноармійська і під цією назвою проіснувала з 1923 по 1946 роки. На той час сучасний проспект Українських Героїв носив назву проспект Петра Шмидта, але 19 листопада 1941 року його назву змінили на проспект Сталіна. Натомість вулицю Червоноармійську вирішено було назвати вулиця Лейтенанта Шмідта, на честь учасника Севастопольського повстання 1905 року, Петра Шмідта.
Сучасну назву вулиця отримала 26 липня 2024 року розпорядженням Начальника Одеської ОВА, на честь уродженця Одеси, українського військовослужбовця Станкова Олександра Олександровича (позивний «Перун»).

## Пам'ятки
На розі вулиці Станкова і вулиці Малої Арнаутської знаходиться будівля Синагоги рубачів кошерного м'яса, де зараз розміщується Міжнародний єврейський громадський центр «Мигдаль», а також Одеське товариство єврейської культури і Одеська асоціація колишніх в'язнів концтаборів. Будівля Земської управи знаходиться на розі із вул. Пантелеймонівською, 17.